# 岡持ち

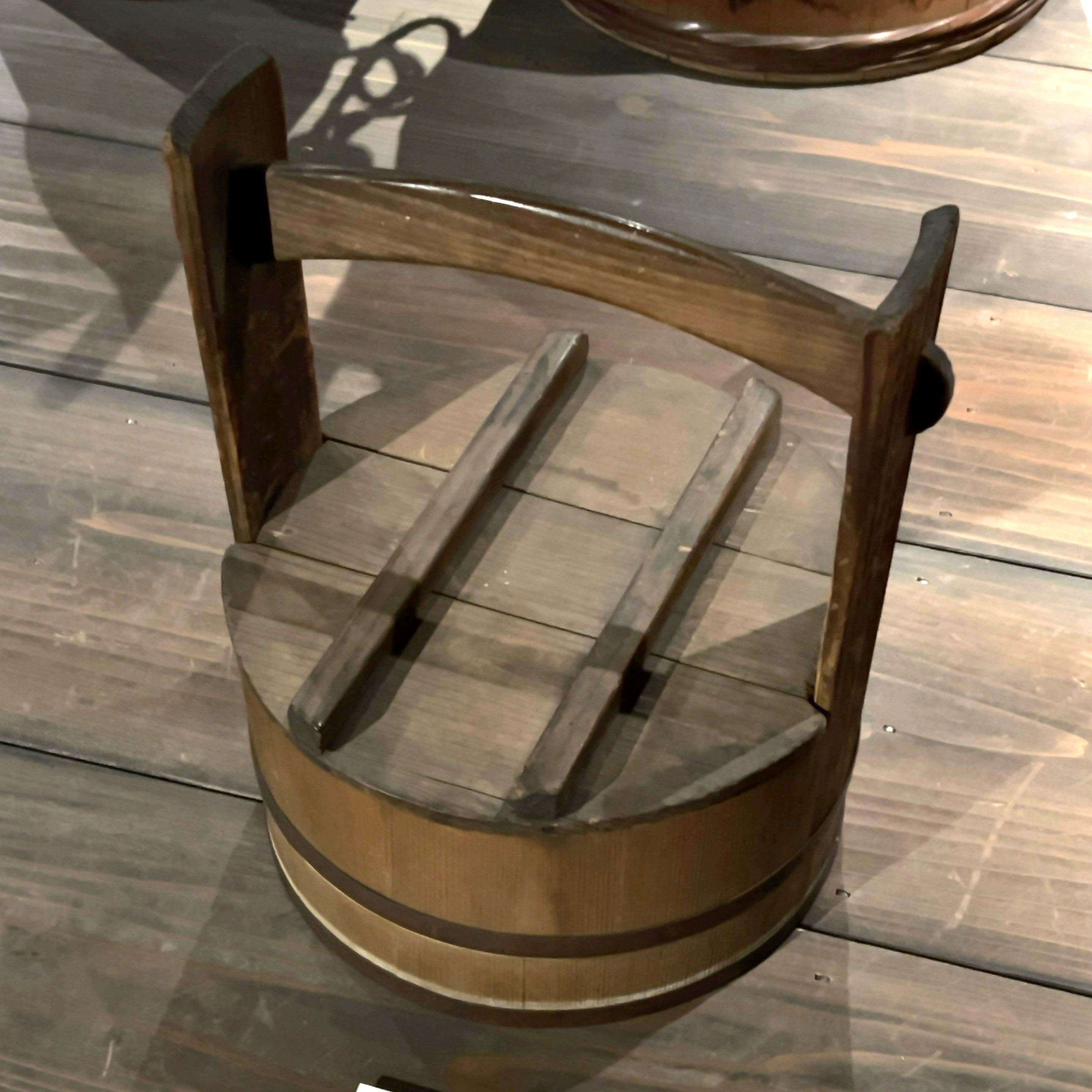
木製の岡持ち

岡持ち（おかもち）とは、料理や食器を持ち運ぶ際に用いる箱のこと。かつては田植えあるいは稲刈りといった野外作業の際に用いられた。今日では特に出前に用いられる。

## 形状
蓋付きの箱の両側に長柄が付いており取っ手を渡した構造になっている。箱の（上面ではなく）前面に蓋が設置されたタイプの岡持ちでは、嵌め込み式の蓋を上下にスライドさせる機構を倹飩と言い、そのため倹飩箱（けんどんばこ）とも呼ばれる。岡持ちには箱そのものを手で持ち運ぶための「持ち手」が上部についているが、現代では岡持ちごと出前機に積み、オートバイやスクーターで運ばれることもある。

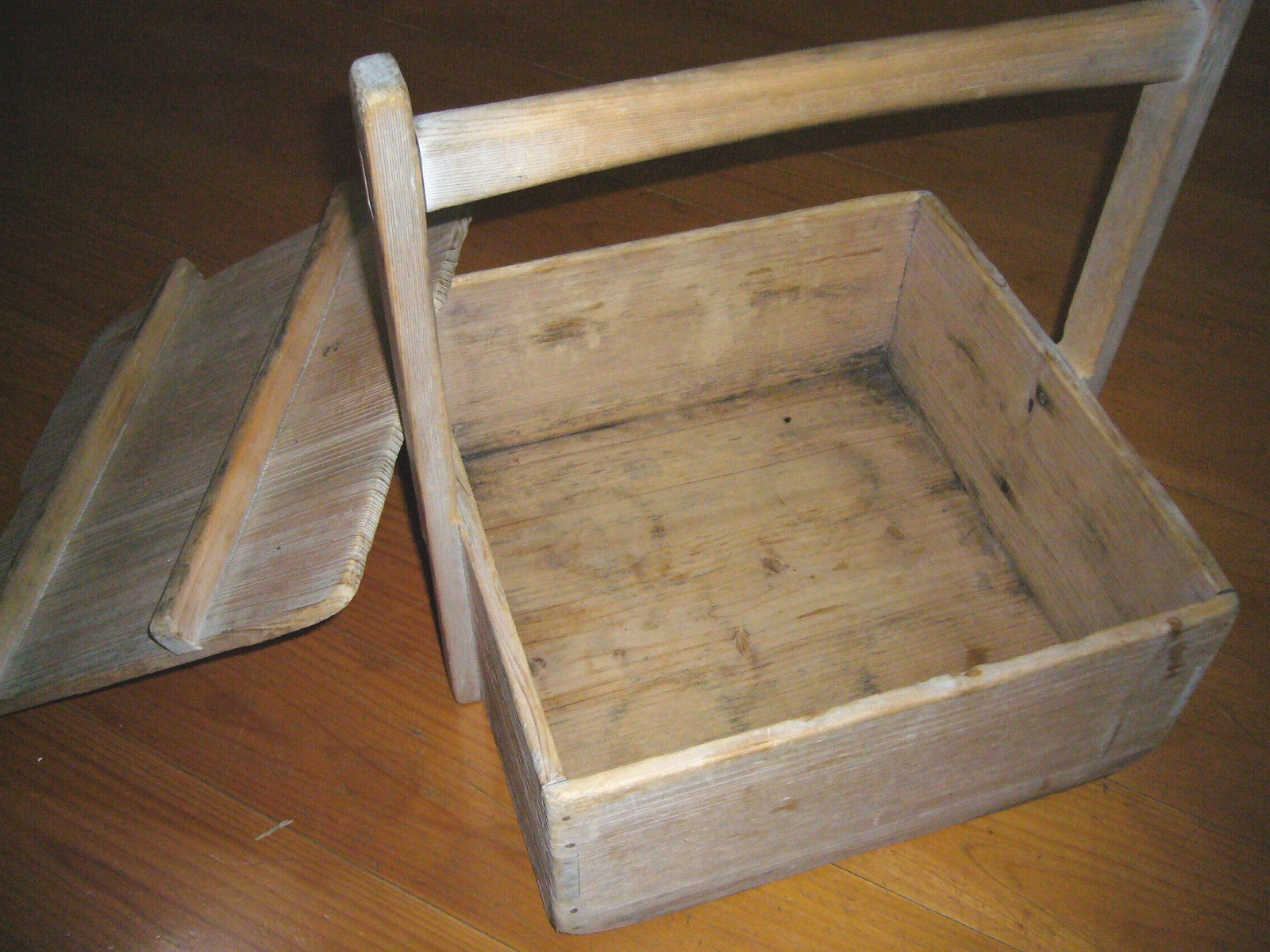
木製
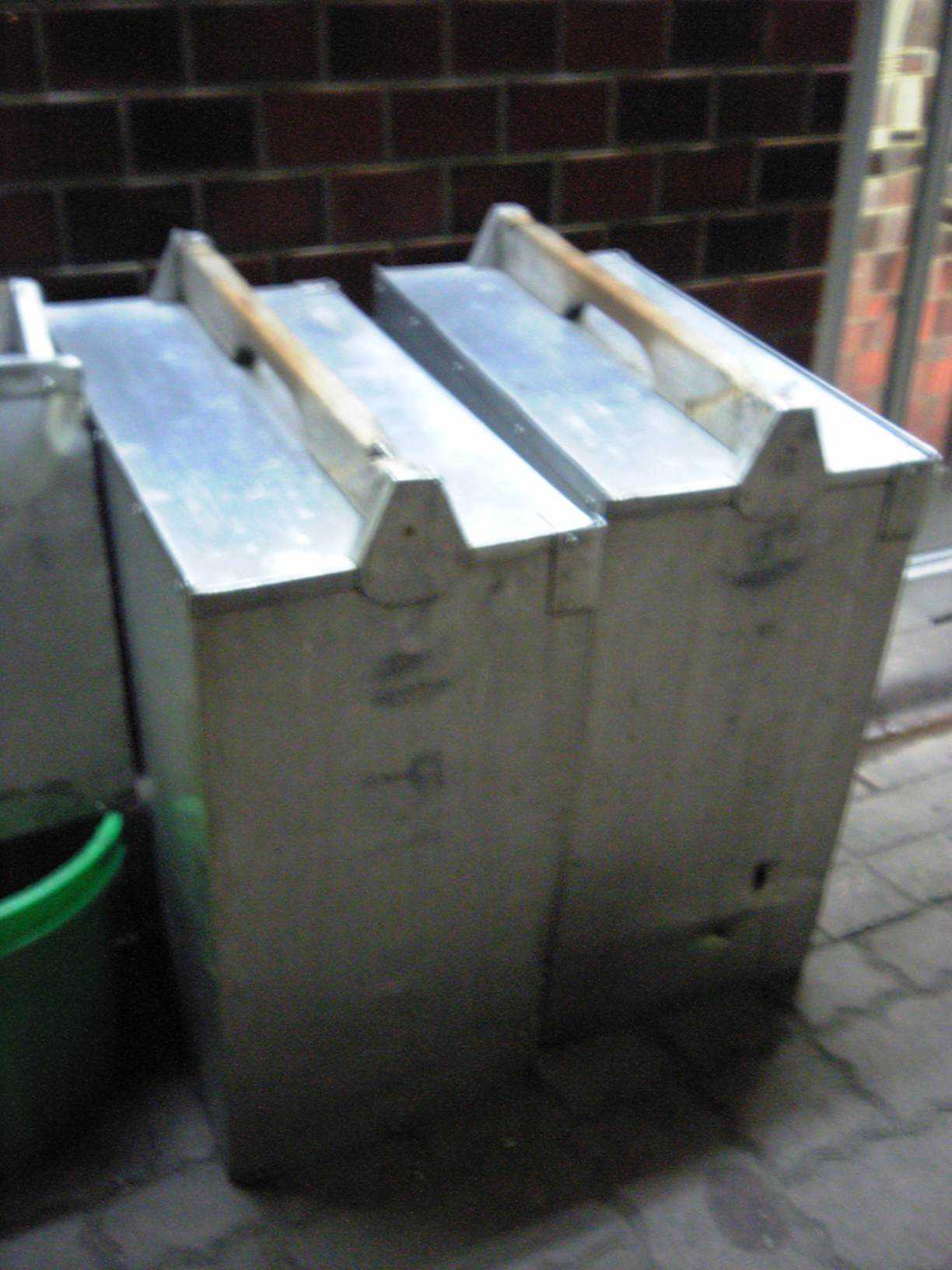
アルミニウム合金製
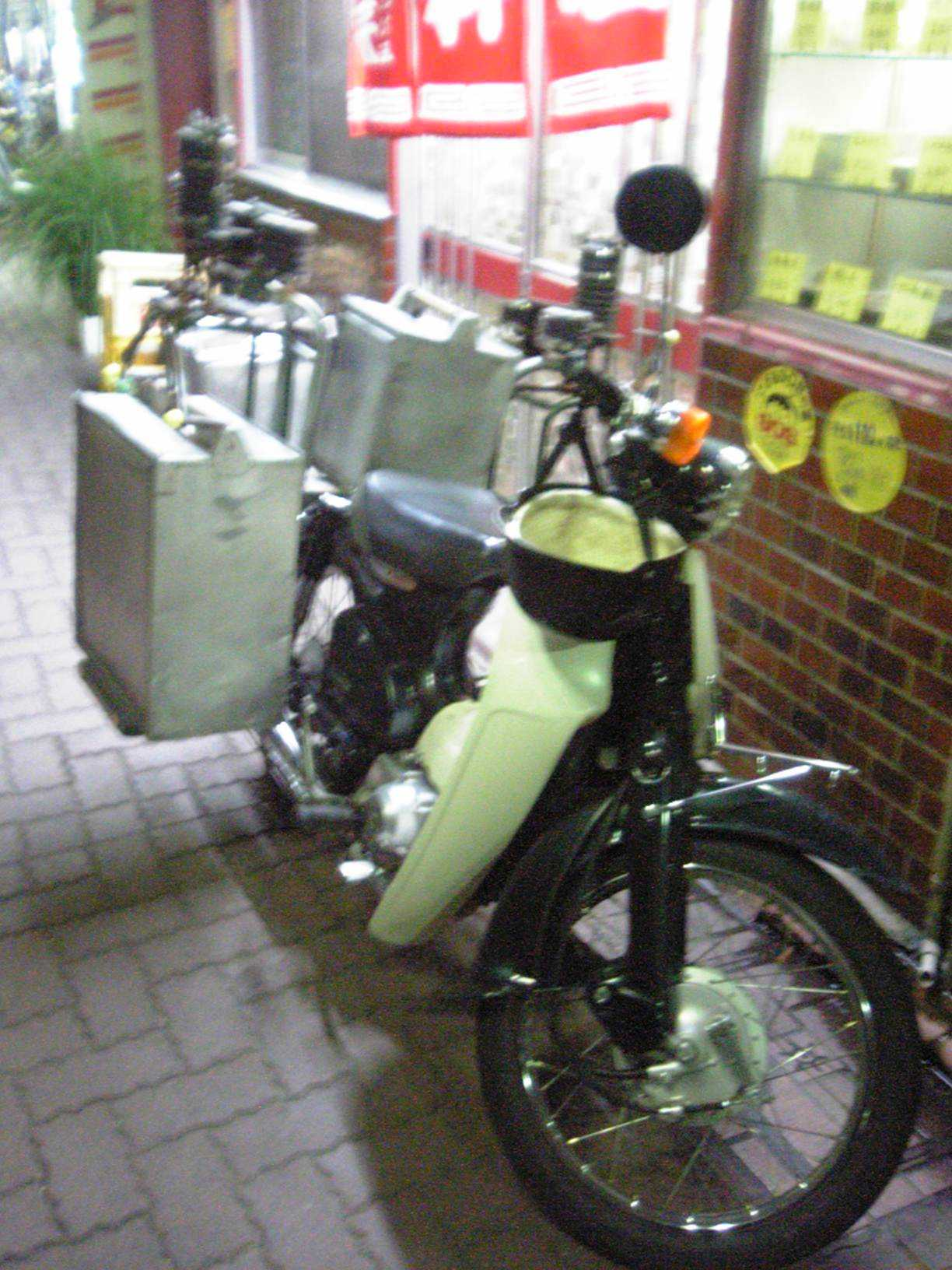
バイクの出前機に装備された岡持ち

## 由来
名前の由来には諸説ある。
- 小高くなった土地や低い山を意味する「おか（岡・丘）」
- 傍らを意味する「おか（小処）」
- 自宅外を意味する「ほか（外）」